# Мария Петкович
Мария Петкович, известена още като „Пресвета Дева Мария на Разпнатия Исус Петкович“ (на хърватски: Marija od Propetoga Isusa Petković; на италиански: Maria Di Gesù Crocifisso; 10 декември 1892 – 9 юли 1966 г.), е основателка на католическата конгрегация Дъщери на милосърдието. Тя е призната от Римо-католическата църква като Преподобни слуга на Бога на 8 май 1998 г., и е беатифицирана от папа Йоан Павел II на 6 юни 2003 година.

## Беатификация
На 26 август 1988 година Перуанската подводница Pacocha е потопена от Японски риболовен траулер. Лейтенант Рохер Кортина Алварадо, перуански морски офицер, се отличава по време на бедствието, докато се моли на Мария Петкович за помощ. Кортина показва нечовешка сила и отваря люка под няколко хиляди килограма вода. С действията си той спасява 22-членен екипаж.
На 28 февруари 1989 г. Конгрегацията по канонизацията на светиите започва разследване на съобщения за това чудо. На 8 май 1998 г. папа Йоан Павел II потвърждава първоначалния отчет и приема, че Петкович има всички героични добродетели за да бъде публично обявена за „слуга на Бога“ и да има право на титлата „Преподобна“.